# The New Frontier
«La Nueva Frontera» —título original en inglés:  «The New Frontier»— es el segundo episodio de la tercera temporada de la serie de televisión posapocalíptica, horror The Walking Dead. El guion estuvo a cargo Mark Richard y finalmente Stefan Schwartz dirigió el episodio. El episodio salió al aire en el canal AMC el 4 de junio de 2017, junto con al episodio anterior.
Este episodio marca la aparición regular final de Cliff Curtis como Travis Manawa, quien fue asesinado abruptamente al principio del episodio después de recibir un disparo dentro de un helicóptero.

## Trama
El helicóptero recibe disparos de una parte desconocida cuando Travis recibe un disparo en el estómago y en el cuello. Al darse cuenta de que la situación es terrible, ya que morirá por la pérdida de sangre o debido a la conmoción, abre la puerta del helicóptero y cae a la muerte después de la desgana de Alicia. En el hotel, Strand permite que muchos refugiados enojados pasen por las puertas, alegando falsamente que es un médico para calmarlos. Madison, Troy y Nick llegan a Broke Jaw Ranch, propiedad del padre de Troy, Jeremiah y se les informa que el helicóptero no ha llegado. Jeremiah da la bienvenida a Madison y Nick, quienes sospechan pero deciden quedarse. De vuelta en el hotel, Elena ordena a Strand que se vaya antes de que su mentira enfurezca a los supervivientes. Después del accidente del helicóptero, Alicia y Jake llevan a Luciana al rancho, donde se reencuentran con Madison y Nick. Madison queda devastada después de ser informada de la muerte de Travis, mientras que Nick obliga a los demás a ayudar a Luciana. Antes de morir de un salto desde el balcón de un hotel, IIene le regala a Strand las llaves de un nuevo Jaguar.

## Recepción

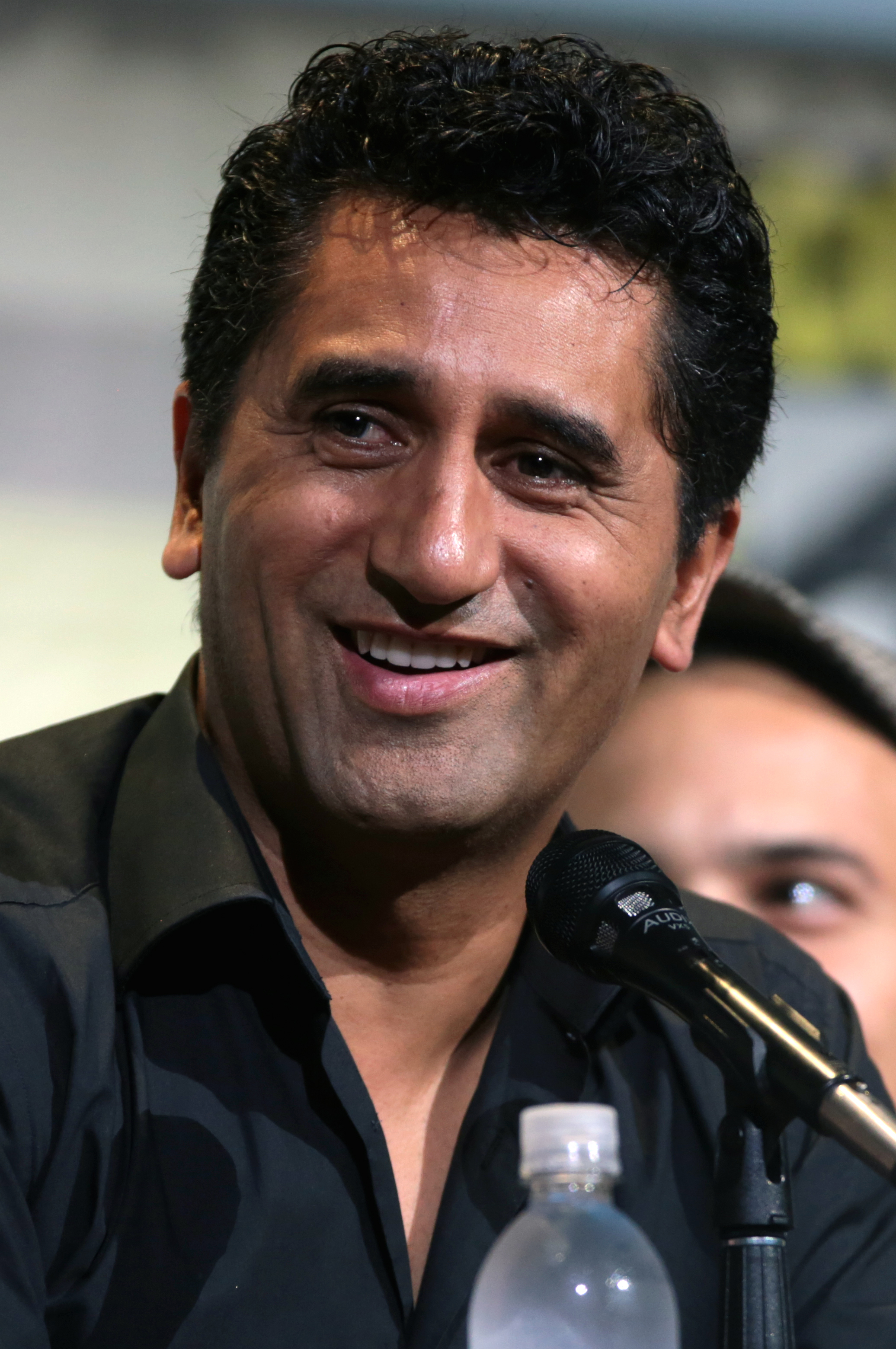
Cliff Curtis hace su última aparición regular en este episodio.

"The New Frontier", junto con el próximo episodio "Eye of the Beholder", recibió elogios de la crítica. En Rotten Tomatoes, "The New Frontier" obtuvo una calificación del 86%, con una puntuación promedio de 7.71 / 10 basada en 7 reseñas.
En una revisión conjunta junto con el siguiente episodio, Matt Fowler de IGN le dio a "Eye of the Beholder" y "The New Frontier" una calificación de 8.5 / 10.0 juntas, indicando; "El abridor de dos partes de Fear the Walking Dead dio muy pocos golpes, ya que desató una gran cantidad de sangre y nos sorprendió con una gran muerte de personaje que funcionó para alimentar la historia en el futuro. Claro, los Clarks podrían tener que quedarse en Brokejaw por un tiempo y la temporada puede sentirse un poco sofocada en algún momento debido a eso, pero los personajes parecen estar tomando buenas decisiones instintivamente en este momento y eso es suficiente para mantener el motor funcionando ".

### Calificaciones
"The New Frontier" fue vista por 2,70 millones de espectadores en los Estados Unidos en su fecha de emisión original, por debajo de la calificación del estreno de temporada de 3,11 millones.